# Lamač
Lamač (niem. Blumenau, rzadziej Lamatsch, węg. Lamacs) – dawniej samodzielna wieś, obecnie niewielka dzielnica Bratysławy na północny zachód od centrum miasta. Położona jest w powiecie Bratysława IV, u stóp Małych Karpat.
Przez niemal cały okres swojego istnienia Lamač był winiarską wioską, zaopatrującą Bratysławę w produkty rolne i owoce. 

## Historia
Na terenie dzisiejszej dzielnicy były w przeszłości cztery osobne osady. Najstarsza, której nazwa pozostaje nieznana, istniała przed 1241 i została zniszczona przez Tatarów. Dwie kolejne osady, zasiedlone przez przybyszów z Rzeszy Niemieckiej, Blumenau (Plumnou) i Sellendorf, zostały założone przez wójta Jakuba (który założył również niedaleką Karlovą Ves) między 1279 a 1288. Położone były na południe od dzisiejszego centrum dzielnicy. W późniejszych latach zostały one odziedziczone przez synów wójta. W 1360 mieszkańcy Blumenau otrzymali takie same prawa jak obywatele Bratysławy. Wsie, które miały duże szanse na pomyślny rozwój, podupadły jednak gospodarczo pod rządami potomków wójta Jakuba, którzy nie potrafili dobrze zarządzać majątkami i stopniowo sprzedawali je miastu Bratysława, które stało się ich właścicielem w 1418. Przez następnych kilkanaście lat teren ten był miejscem sporów pomiędzy palatynem Węgier Garem (Garai VII. Miklós), ówczesnym właścicielem devińskiego państwa, a miastem. W połowie XV wieku obie osady przypuszczalnie przestały istnieć, a jedyną po nich pozostałością jest miejsce nazywane Pustý kostelíček, gdzie stał wspólny dla obu wsi kościółek.
Dzisiejszy Lamač został założony w 1506, a założycielem był niejaki Ján Skerlič (z pochodzenia Chorwat). Właściwy rozwój rozpoczął się w latach 30. XVI wieku, kiedy przybyli, jak do wielu miejscowości w okolicach Bratysławy, chorwaccy koloniści. W 1547 pojawia się w dokumentach pod nazwą Krabatendorff (Chorwacka Wieś), choć niemieckie źródła używają nazwy nieistniejącej od wieku wsi – Blumenau. Dwa lata później po raz pierwszy wspomina się nazwę słowiańską – Lamas albo Lamach. Wieś, której właścicielem było miasto Bratysława, miała wówczas 46 domów, a w 1580 już 80, choć w 1561 część zabudowań zniszczył pożar. Po tym tragicznym wydarzeniu wybudowano gościniec biegnący przez wieś, gdzie mieszkańcy mieli prawo sprzedawać wyprodukowane przez siebie wino. Spokój nie trwał jednak długo, gdyż w 1624 w okolicy pojawili się Turcy, którzy poczynili kolejne szkody. W 1570 w osadzie pojawił się pierwszy murowany kościół (w miejsce drewnianego), bez wieży i ustanowiono samodzielną parafię. Obok niego założono cmentarz.

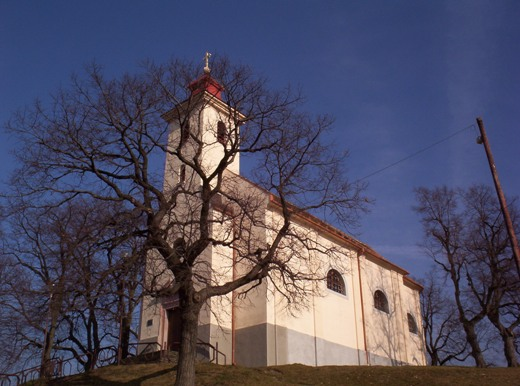
Kapliczka św. Rozalii

W XVII wieku Lamač podupadał i w latach 1634–1752 stał się przysiółkiem Záhorskej Bystrice (zlikwidowano także samodzielną parafię). W 1679 dotknęła go epidemia (ocaleni mieszkańcy postawili wówczas kapliczkę św. Rozalii), natomiast podczas powstania Rakoczego (1703–1711) wieś była czterokrotnie niszczona. Żyło w niej wówczas 39 rodzin, które przerzedziła kolejna zaraza w 1714, a w 1774 osadę znowu spustoszył pożar. Mimo tego urbarz z 1768 wzmiankuje, że wieś zamieszkują 124 rodziny – w sumie 620 osób. W 1752 Lamač ponownie został samodzielną parafią, a w 1766 otworzono nowy cmentarz.
Początek XIX wieku to okres kolejnych niepokojów związanych z wojnami napoleońskimi. W 1831 wybuchła kolejna epidemia – cholery (w przeddzień święta św. Rozalii, która miała chronić mieszkańców przed kolejnymi nieszczęściami). W 1837 liczba mieszkańców wynosiła 919 osób. W 1848 zniesiono w Cesarstwie Austriackim poddaństwo i dopiero wówczas Lamač przestał być wsią służebną Bratysławy. Dwa lata wcześniej doprowadzono do miejscowości kolej żelazną (stacja kolejowa Bratislava Lamač), ale wtedy po raz kolejny wśród mieszkańców zaczęła szaleć śmiertelna choroba – tym razem tyfus.
22 lipca 1866 podczas wojny prusko-austriackiej toczyła się tutaj zacięta bitwa, znana jako bitwa pod Blumenau. W krwawym boju zwyciężyły wojska pruskie, a sama wieś zostało zniszczona. O tym wydarzeniu i poległych wówczas żołnierzach przypomina pamiątkowy obelisk.
W 1822 założono ochotniczą straż pożarną. W 1922, już w granicach Czechosłowacji, otworzono urząd pocztowy.
W 1939, kiedy powstawała niepodległa, ale zależna od Hitlera Słowacja, według pierwszych planów Lamač oraz sąsiednia Dúbravka miały zostać włączone w granice III Rzeszy (mimo że Niemców mieszkało w nich niewielu – decydowały czynniki strategiczne). 16 marca niemieccy żołnierze obsadzili wieś, rozbroili miejscowych żandarmów oraz gwardzistów Hlinki. W nocy zatrzymano ruch pociągów (okazało się, że na krótko), a straż graniczna zaczęła przeprowadzać kontrolę. Niepewność sytuacji utrzymała się do 22 marca, kiedy to Słowacja i III Rzesza podpisały wzajemne porozumienie, o utworzeniu w zachodniej części słowackiego państwa tzw. strefy bezpieczeństwa (Schutzzone), która objęła m.in. całe Záhorie. Ostatecznie więc Lamač pozostał w granicach Słowacji, a do Niemiec włączono tylko Devín oraz Petržalkę. W miejsce niemieckiego wojska przybyły oddziały SS, które następnie zmieniła niemiecka straż graniczna; ostatecznie opuściła ona wieś 11 maja 1939.
W czasie słowackiego powstania narodowego stacjonujący tutaj oddział artyleryjski przeszedł na stronę powstańców, a 35 mieszkańców walczyło w ich szeregach (7 zginęło). Pod koniec marca 1945 do Bratysławy zbliżył się front. W nocy z 4 na 5 kwietnia doszło do walk pomiędzy oddziałami niemieckimi, trwającymi na pojedynczych punktach oporu, a Armią Czerwoną. Wieś została ostrzelana przez niemiecką artylerię dalekiego zasięgu, a 5 kwietnia cały jej teren został zajęty przez Armię Czerwoną.
W 1946 Lamač włączono do Bratysławy (razem z 6 innymi miejscowościami). Dzielnica nie straciła swojego małomiasteczkowego charakteru. W ostatnich latach otwarto w niej hipermarket Tesco, z którego korzystają głównie mieszkańcy znacznie większej dzielnicy Karlova Ves.

## Zabytkowe obiekty i atrakcje turystyczne
- barokowa kapliczka św. Rozalii z XVIII wieku,
- pomniki poświęcone poległych wojny z 1866 i I wojny światowej.

W latach 1947–1951 wybudowano kościół św. Małgorzaty w miejscu starszego kościoła z XVI wieku, który stał się za mały.
Na terenie wsi znajdują się ścieżki rowerowe oraz turystyki pieszej.

## Herb dzielnicy
W herbie dzielnicy znajduje się św. Małgorzata, patronka rolników. Kościół pod wezwaniem tej świętej pojawił się w tej okolicy już w XIV wieku. Służył nieistniejącym wsiom Blumenau i Sellendorf; znajdował się w miejscu zwanym dzisiaj Pustý kostelíček. Nowa świątynia, odnowiona w XVII wieku, także wzięła sobie za patronkę św. Małgorzatę.
Najstarsza pieczęć wsi, z 1646, także posiadała wizerunek świętej Małgorzaty, choć nie zachowała się do współczesnych czasów, jednak na współczesnej znajduje się bardzo podobny rysunek. Ponieważ Lamač przez całe swoje istnienie nie miał własnego herbu, obecnie używany został zaprojektowany w latach 90. XX wieku, a w 1998 stał się oficjalnym symbolem dzielnicy.

## Podział wewnętrzny dzielnicy
Nieoficjalnie w dzielnicy wyróżnia się dwie mniejsze dzielnice:
- Rázsochy – od 1979 trwa w niej budowa dużego kompleksu szpitalnego, który dotąd (2013) nie został ukończony,
- Podháj